# Esther Thelen
Esther Stillman Thelen, née le 20 mai 1941 à Brooklyn et morte le 29 décembre 2004 à Bloomington, est une psychologue et professeure d'université américaine.

## Biographie
Esther Thelen obtient une licence de zoologie à l'université du Wisconsin en 1964, puis poursuit ses études à l'Université du Missouri-Columbia, où elle obtient son master et soutient une thèse de doctorat en biologie intitulée An ethological study of rhythmical stereotypies in human infants en 1977. Elle enseigne la psychologie dans cette université, jusqu'en 1985, où elle est nommée professeure de psychologie cognitive à l'université de l'Indiana à Bloomington. Elle y crée le Indiana University Bloomington’s Infant Motor Development Laboratory.
Ses recherches s'inscrivent dans le champ de la psychologie du développement. Elle s'intéresse particulièrement aux questions liées au développement humain, notamment le développement de l'enfant. Elle s'appuie sur la théorie du chaos pour faire des hypothèses sur la façon dont les bébés apprennent à marcher et à interagir avec leur environnement,. Les recherches qu'elle mène avec Linda B. Smith permettent la publication de leur ouvrage A Dynamic Systems Approach to the Development of Cognition and Action (1994). Elles remettent notamment en question la théorie piagétienne dite de l'«erreur A-non-B», liée au stade sensori-moteur.
Elle a été présidente de la Society for Research in Child Development et de l'International Society on Infant Studies. Elle est membre de l'Association américaine pour l'avancement des sciences et de l'Association for Psychological Science.

## Distinctions
- Boyd McCandless Award for Early Contributions to Developmental Research
- MERIT Award from the National Institute of Health (NIH)
- Research Scientist Development Award, National INstitute of Mental Health
- Académie nationale des sciences

## Publications
- Hidden skills : a dynamic systems analysis of treadmill stepping during the first year, avec Beverly D. Ulrich, Chicago, University of Chicago Press, 1991.
- A Dynamic Systems Approach to Development, avec Linda B. Smith, 1993
- A dynamic systems approach to the development of cognition and action, avec Linda B. Smith, Cambridge (Mass.), MIT Press, 1995.
- Grounded in the World: Developmental Origins of the Embodied Mind, Infancy, 1(1), p. 3–28, 2000.
- The dynamics of embodiment: A field theory of infant perseverative reaching, avec Gregor Schöner, Christian Scheier, Linda B. Smith, Behavioral and Brain Sciences, 2001) 24:1.